# Ráj u Jihlavy
Ráj u Jihlavy je lokalita na okraji Jihlavy, v údolí řeky Jihlávky, na rozhraní katastrálních území Jihlava, Sasov a Rančířov. Místem prochází modrá turistická značka ze Sasova na Rančířov. Nad lokalitou prochází silnice I/38 (tvořící zde zakončení obchvatu Jihlavy) a od Jihlavy silnice II/523. Na okraji stojí zahrádkářská kolonie V Ráji.

## Historie

### Hornická minulost oblasti
Stejně jako na řadě míst v okolí Jihlavy probíhala i v Ráji v minulosti těžba stříbra. Zdejší žíly patřily po Starohorských k nejvýznamnějším na Jihlavsku a těžba zde probíhala ve všech obdobích dolování na Jihlavsku. Ještě dnes je zde k vidění řada připomínek na důlní činnost – pozůstatky po štolách (štola V Ráji a Postřibřovací štola) či pinky (propadliny po těžbě). Velmi intenzivní těžba zde probíhala především na přelomu 14. a 15. století, kdy těžba probíhala na trojici couků – nejblíže k Jihlavě po pravé straně znojemské silnice žíla sv. Barbora a za ní tzv. Rančířovská žíla, po levé straně pak Postříbřovací žíla, přičemž ústí této štoly bylo zavaleno v 18. století.

#### Žíla sv. Barbora
Na svatobarborské žíle můžeme těžbu prokazatelně doložit k roku 1547. Nejednalo se o nikterak velké kutiště – tvořilo jej pouze několik osamocených obvalů a pinek, pod kterými byla z údolí vedena svatobarborská štola.

#### Rančířovský couk
Nedaleko bývalé rančířovské hájovny se nacházejí první pozůstatky po těžbě na rančířovském couku – dvojice řad obvalů, dlouhých asi 400 metrů. Ve zdejším poměrně mělkém údolíčku se nacházela Tříkrálová štola (dnes po ní nejsou žádné stopy) s trojicí šachet nazvaných Tříkrálová, Česká a Kunstšachta. Pozůstatky po těchto šachtách se nachází na okraji vojenského prostoru a nejsou veřejnosti běžně dostupné. V případě Kunstšachty se dlouhou dobu ani nevědělo, kde se nacházela. Teprve v dubnu 1970 došlo k propadnutí jejího ústí. Následně došlo ke zdokumentování otvoru šachty a zasypání betonem. Na jižním konci, nad soukromou chatou, se nachází halda po dnes již jménem neznámé štole.

#### Postřibřovací couk
Asi 200 metrů na jihovýchod od bývalé restaurace V Ráji se nacházela Postřibřovací štola. Do současnosti se po ní nedochovala ani halda s výtokem důlní vody, můžeme zde však najít výkop od bývalého vchodu. V lese nad štolou se nachází dvojice obvalů po šachtách a drobné jámy. V roce 1941 došlo k propadu menšího z obvalů. Haldy u obou obvalů bývají častým cílem geologů – amatérů, neboť se v nich dají najít i zbytky hornického nářadí (např. v letech 1974 a 1975 zde došlo k objevu několika hornických želízek).
Asi 100 metrů po proudu Jihlávky od Postřibřovací štoly se nachází pokusná štola V Ráji, dnes dlouhá asi 4 metry.

### Ráj po ukončení těžby stříbra
Po definitivním ukončení těžby se Ráj stal oblíbeným výletním místem obyvatel Jihlavy, přičemž v údolí se nacházela restaurace V Ráji (zanikla v 80. letech 20. století). Od druhé poloviny 90. let probíhaly snahy o vybudování hornického skanzenu s obnoveným vodním náhonem ve východní části lokality a obnoveným přírodním koupalištěm s kempem v západní části. Z těchto snah však na počátku 21. století sešlo. Šance na realizaci skanzenu je mizivá, neboť Pozemkový fond vydal pozemek s přístupovou cestou v rámci restitucí soukromému vlastníkovi a k celé stavbě se negativně staví i vedení Rančířova. Od roku 2009 přesto probíhají snahy o oživení místa.